# Luc Longley
Lucien "Luc" James Longley (Melbourne, 19 de janeiro de 1969) é um ex-jogador australiano de basquete que foi tri-campeão da NBA jogando pelo Chicago Bulls.
Foi o primeiro jogador australiano a jogar na NBA, disputando 11 temporadas.